# Chamaemyia herbarum
Chamaemyia herbarum är en tvåvingeart som först beskrevs av Robineau-desvoidy 1830.  Chamaemyia herbarum ingår i släktet Chamaemyia och familjen markflugor. Arten har ej påträffats i Sverige. Inga underarter finns listade i Catalogue of Life.